# Fatimatou Abdel Malick
Fatimatou Bint Abdel Malick (Tamchekett, 1958) es una política mauritana alcaldesa de Tevragh Zeina desde 2001. Es la primera alcaldesa de su país. De 2012 a 2015, asumió la presidencia de la Red de Mujeres Electas Locales de África (REFELA). 

## Biografía
Abdel Malik nació en 1958 en Tamchekett, donde su padre es administrador. Estudió informática en Louvain-la-Neuve, Bélgica. 
Abdel Malik dirigió una oficina de servicios informáticos, MINFE, en Nuakchot, antes de trabajar como administradora de red para Habitat Bank.  Posteriormente trabajó en el Ministerio de Planificación Urbana y Vivienda antes de ocupar un puesto en el equipo del primer ministro de Mauritania . 
En 2001, el Partido Demócrata y Social Republicano le propuso ser candidata a las elecciones municipales, y fue elegida alcaldesa de Tevragh Zeina, una de las nueve municipios de la Comunidad Urbana de Nuakchot. Es la primera mujer en ocupar una alcaldía de Mauritania. Ha destacado por la mejora en la educación escolar, especialmente para las niñas, y la reforma la administración. Fue reelegida en 2006, 2011 y 2015.
Desde 2012 hasta diciembre de 2015, Abdel Malick presidió la Red para Mujeres Africanas electas locales, siendo sustituida por la camerunesa  Célestine Ketcha Courtès. Esta red, formada en Tánger en marzo de 2011, reúne a mujeres elegidas para cargos locales. Abdel Malick viajó a través de Mauritania para apoyar a las candidatas en las elecciones y vio a cinco mujeres más como alcaldesas, incluida Maty Mint Hamady.

## Vida personal
Abdel Malick es madre soltera de tres hijos.

## Premios y distinciones.
- "Champion for Resilience"  2013
- Caballero de Honor de la República del Congo 2013
- Medalla de la FAO 2015